# Hrabstwo Ness

Piramida wieku hrabstwa

Hrabstwo Ness – hrabstwo położone w USA w stanie Kansas z siedzibą w mieście Ness City. Założone 26 lutego 1867 roku.

## Miasta
- Ness City
- Ransom
- Bazine
- Utica
- Brownell

## Sąsiednie Hrabstwa
- Hrabstwo Trego
- Hrabstwo Ellis
- Hrabstwo Rush
- Hrabstwo Pawnee
- Hrabstwo Hodgeman
- Hrabstwo Finney
- Hrabstwo Lane
- Hrabstwo Gove